# Gemalin Ying
Geëerde gemalin Ying (Chinees: 颖贵妃) (1731 - 1800) behoorde tot de Mongoolse Silin-stam. Zij was de dochter van generaal Nachin en werd geboren in het negende regeringsjaar van keizer Yongzheng.
Zij betrad de Verboden Stad in 1745 en werd een bijvrouw van lage rang van keizer Qianlong. Later werd zij een bijvrouw van hogere rang en kreeg de titel gemalin Ying. Toen in 1775 keizerlijk gemalin Ling Yi, vereerd als keizerin Xiao Yi Chun, overleed, kreeg gemalin Ying de taak om op haar zoon, prins Yong Lian (1766 - 1820), te passen. Toen gemalin Ying bijna 70 was kreeg zij de vererende titel 'geëerde gemalin Ying'. Vlak daarna overleed keizer Qianlong en werd Ying de 'geëerde weduwe-gemalin Ying'. 
Toen zij in 1800 begin zeventig was, werd ze bezocht door haar pleegzoon in het paleis. Dit werd door eunuchen aan de keizer verteld. Keizer Jiaqing accepteerde niet dat zijn jongere broer zomaar iemand in het paleis opzocht zonder daarvoor toestemming te vragen. Ying overleed enkele dagen later. Zij werd begraven in het Yuling-mausoleum voor keizerlijke bijvrouwen.